# 다나베 소탄
다나베 소탄(일본어: 田邉 草民, 1990년 4월 6일 ~ )는 일본의 축구 선수이다.

## 구단 경력
그는 2009년부터 2023년까지 J리그의 FC 도쿄, 아비스파 후쿠오카에서 활동하였다.